# Natação nos Jogos Olímpicos de Verão da Juventude de 2014 - 200 m costas Rapazes
As provas de natação' dos' 200 m costas de rapazes nos Jogos Olímpicos de Verão da Juventude de 2014 decorreram a 22 de Agosto de 2014 no natatório do Centro Olímpico de Desportos de Nanquim em Nanquim, China. Na final, o Ouro foi ganho pelo chinês Guangyuan Li, Evgeny Rylov da Rússia foi Prata e o britânico Luke Greenbank foi Bronze .

## Medalhistas
| Ouro   | CHN Li Guangyuan   |
| Prata  | RUS Evgeny Rylov   |
| Bronze | GBR Luke Greenbank |

## Resultados da final
| Pos.              | Linha | Nadador                   | Tempo total | Diferença |
| ----------------- | ----- | ------------------------- | ----------- | --------- |
| Medalha de ouro   | 6     | CHN Li Guangyuan          | 24.88       |           |
| Medalha de prata  | 4     | RUS Evgeny Rylov          | 25.27       | +0.39     |
| Medalha de bronze | 5     | GBR Luke Greenbank        | 25.56       | +0.68     |
| 4                 | 2     | USA Patrick Mulcare       | 25.57       | +0.69     |
| 5                 | 3     | RSA Christopher Reid      | 25.61       | +0.73     |
| 6                 | 1     | ITA Simone Sabbioni       | 25.82       | +0.94     |
| 7                 | 7     | AUS Nic Groenewald        | 25.95       | +1.07     |
| 8                 | 8     | PAR Matias Lopez Chaparro | 26.68       | +1.80     |